# Wiki Loves Earth
Wiki Loves Earth(WLE)는 매년 5월에 위키백과 사용자들이 개최하는 국제 사진 공모전이다. 사진 주제는 자연유산에 관한 것이다.

## 같이 보기
- 위키백과:한국 위키미디어 협회/협회사업/사진공모전
- Wiki Loves Monuments